# Magomed Omarov
Pour les articles homonymes, voir Omarov.
Magomed Omarov (en russe : Магомед Шахбанович Омаров) est un boxeur russe né le 6 octobre 1989.

## Carrière
Sa carrière amateur est marquée par un titre de champion d'Europe à Ankara en 2011 dans la catégorie super-lourds.

### Jeux olympiques
- Qualifié pour les Jeux de 2012 à Londres, Angleterre.

### Championnats d'Europe de boxe amateur
- Médaille d'or en +91 kg en 2011 à Ankara, Turquie.

## Référence
1. ↑  (fr) Championnats d'Europe de boxe amateur 2011 (les-sports.info)